# المفضل بن سلمة
أبو طالب المفضل بن سلمة بن عاصم (…- نحو 290 هـ = …- نحو 903 م)  كاتب وأديب ولغوي وشاعر من الكوفة عاش في العصر العباسي الأول.

## سيرته
ولِدَ المفضل بن سلمة بن عاصم في مدينة الكوفة، ولا يُعرَف على وجه الدقة تاريخ ولادته، ويُرجَّح أنَّه ولِدَ في بداية القرن الثالث الهجري. أخذ المفضل علوم اللغة عن أبيه، على المذهب البصري، وتتلمذ لاحقاً لدى كبار اللغويين الكوفيين، فتحوَّل إلى مذهب الكوفة، وأخذ عن ثعلب وابن السكيت وابن الأعرابي. كان المفضل ينظم الشعر إلى جانب اهتمامه بالعلوم اللغوية، ولم يكن الشعر أهم مناقبه، ويُوصف شعره أنَّه اعتيادي مألوف. لا تذكر كتب التاربخ من تلامذته سوى أبي بكر الصولي. اتصل المفضل بابن الرومي، ودخل في مشاجرة معه فهجاج ابن الرومي، وتوثَّقت صلاته بالفتح بن خاقان وإسماعيل بن بلبل وابن المنجم. تتضارب الروايات حول تاريخ وفاته، فتذكر بعضها أنَّه تُوفِّي في 250هـ، وهو ما يستبعده مؤرِّخو الأدب العربي، وتذكر روايات أخرى أنَّه تُوفِّي قرابة 290هـ، وهي الرواية التي يُرجِّحها المؤرِّخون، وتستقرُّ روايات أخرى عند 300هـ.

## مؤلفاته
تُنسَب إليه المؤلفات التالية:
| - «الفاخر» (مطبوع، في الأمثال العربية). - «كتاب الملاهي وأسمائها» (مطبوع، في الآلات الموسيقية). - «البارع في اللغة» (مخطوط). - «ما تلحن فيه العامَّة» (مخطوط). - «ضياء القلوب في معاني القرآن». - «كتاب الاشتقاق». - «كتاب خلق الإنسان». - «كتاب الزرع والنبات والنخل وأنواع الشجر». - «كتاب الرد على الخليل وإصلاح ما في كتاب العين من الغلط والمحال». - «المدخل إلى علم النحو». | - «المقصور والممدود». - «ما يحتاج إليه الكاتب» (يُعنوَن كذلك «آلة الكاتب»). - «الأنواء والبوارح». - «كتاب الخط والقلم». - «كتاب الطيف». - «كتاب المطيب» (يُعنوَن كذلك «كتاب الطِيب»). - «كتاب جلاء الشبهة» (يُعنوَن كذلك «كتاب جلاء الشُبَه»). - «كتاب جماهير القبائل». - «كتاب التاريخ في علم اللغة». |